# Grunge
Grunge (às vezes chamado de Seattle sound ou som de Seattle) é um subgênero do rock alternativo que surgiu no final da década de 1980 no estado americano de Washington, principalmente em Seattle, inspirado pelo hardcore punk, pelo heavy metal e pelo indie rock. As letras das bandas nomeadas grunge geralmente caracterizam-se por altas doses de angústia e sarcasmo, entrando em temas como alienação social, auto-dúvida, abuso, negligência, traição, isolamento social/isolamento emocional, trauma psicológico e desejo de liberdade. A estética grunge é despojada em comparação a outras formas de rock e muitos músicos grunge destacaram-se pela sua aparência desleixada e por rejeitarem a teatralidade em suas performances.
O início do movimento grunge agrupou-se em torno da gravadora independente Sub Pop, de Seattle, no final da década de 1980. O grunge tornou-se comercialmente bem-sucedido na primeira metade da década de 1990, devido principalmente aos lançamentos de Facelift, do grupo Alice in Chains, de Nevermind, do grupo Nirvana e Ten, do grupo Pearl Jam. O sucesso dessas bandas impulsionou a popularidade do rock alternativo e fez do grunge a forma mais popular de hard rock na época. No entanto, muitas bandas grunge estavam desconfortáveis com tal popularidade. Apesar de a maioria das bandas grunge ter-se separado ou desaparecido no final da década de 1990, sua influência continua a afetar o rock moderno.
A popularidade do grunge começaria a diminuir em meados da década de 1990. Das grandes bandas que deram vida ao movimento, só essas estão ativas: The Melvins, Mudhoney, Alice in Chains, L7, The Smashing Pumpkins, Stone Temple Pilots e Pearl Jam.

## Origem do termo
Acredita-se que o termo "grunge" provem de uma pronunciação relaxada da palavra "grungy" (jargão usado em inglês que quer dizer "sujo"), que surgiu como um jargão dos termos em inglês "dirt" ("sujeira") ou "filth" ("imundície", "porcaria").
Mark Arm, o vocalista da banda Green River, de Seattle — e mais tarde do Mudhoney — é geralmente creditado como sendo o primeiro a usar o termo grunge para descrever este gênero de música. Arm usou o termo em 1981, quando escreveu uma carta com o seu nome Mark McLaughlin ao Seattle zine Desperate Times, criticando sua banda Mr. Epp and the Calculations como "Puro grunge! Puro barulho! Pura merda!" Clark Humphrey, editor da Desperate Times, cita isso como o primeiro uso do termo para se referir a uma banda de  Seattle, e menciona que Bruce Pavitt da Sub Pop popularizou o termo como um rótulo musical em 1987–88, utilizando-o em várias ocasiões para descrever o Green River. Apesar de Arm usar o termo originalmente de forma pejorativa, ele acabou se tornando conhecido como um dos gêneros musicais mais populares da década de 1990.

## Características
O grunge é geralmente caracterizado por ser um estilo livre, com um som de guitarra que usa um alto nível de distorção, efeitos de fuzz e feedback. O grunge funde elementos do hardcore punk e do heavy metal, apesar de algumas bandas realizarem com mais ênfase um ou outro. A música compartilha com o punk, um som cru e interesses líricos semelhantes. No entanto, também envolve andamentos muito mais lentos, harmonias dissonantes e instrumentação mais complexa – que é reminiscente do heavy metal. Alguns indivíduos associados com o desenvolvimento do grunge, incluindo o produtor da Sub Pop, Jack Endino, e o The Melvins, explicaram a incorporação do grunge de influências do hard rock como o Kiss como "provocação musical".  Os artistas grunge consideram essas bandas "cafona" mas mesmo assim gostam delas; Buzz Osborne do The Melvins descreveu-as como uma tentativa de ver quais coisas ridículas as bandas poderiam fazer e se safar. No início da década de 1990, a marca do Nirvana "para-começa" no formato das canções tornou-se uma convenção de gênero.

### Temas
As letras são normalmente cheias de angústia, muitas vezes abordando temas como alienação social, auto-dúvida, abuso, negligência, traição, isolamento social/isolamento emocional, trauma psicológico e desejo de liberdade. Uma série de fatores influenciou o foco sobre tal assunto. Muitos músicos grunge exibem um desencanto geral com o estado da sociedade, bem como um desconforto à pressões sociais. Tais temas têm semelhanças com aqueles abordados pelos músicos do punk rock e as percepções da Geração X. O crítico musical Simon Reynolds disse em 1992 que "há um sentimento de exaustão na cultura em geral. As crianças estão deprimidas com o futuro." O humor no grunge é muitas vezes satirizado no glam metal — por exemplo, a canção "Big Dumb Sex" do Soundgarden — e em outras formas de rock popular durante a década de 1980. O tema do bullying e da exclusão social também é explorado ocasionalmente: Em Jeremy do Pearl Jam, conta-se a história de um garoto ridicularizado na escola e ignorado em casa pelos pais.

### Apresentação e vestimenta
Os concertos grunge eram conhecidos por serem diretos, com performances enérgicas. As bandas grunge rejeitaram as apresentações complexas e com alto orçamento de vários gêneros musicais, incluindo o uso de complexos arranjos de luz, pirotecnia, e outros efeitos visuais não relacionados com a reprodução da música. A atuação no palco era geralmente evitada. Em vez disso as bandas se apresentavam sem diferença das pequenas bandas locais. Jack Endino disse no documentário Hype!, de 1996, que as bandas de Seattle eram intérpretes inconsistentes ao vivo, uma vez que o seu principal objetivo não era ser artista, mas simplesmente "rock out".
As roupas comumente usadas pelos músicos grunge em Washington consistia de itens de brechós e típicas roupas (principalmente camisas de flanela) da região, bem como uma aparência geralmente desleixada. Tal aspecto se relaciona diretamente ao fenômeno comportamental do slackerism, comum às definições da Geração X; o jornalista musical Charles R. Cross disse: "Kurt Cobain era muito preguiçoso para lavar o cabelo", e Jonathan Poneman, da Sub Pop, disse: "Isso [roupas] é barato, durável e é uma espécie de intemporal. Também corre na contramão da estética toda chamativa que existia na década de 1980."

## História

### Raízes e influências

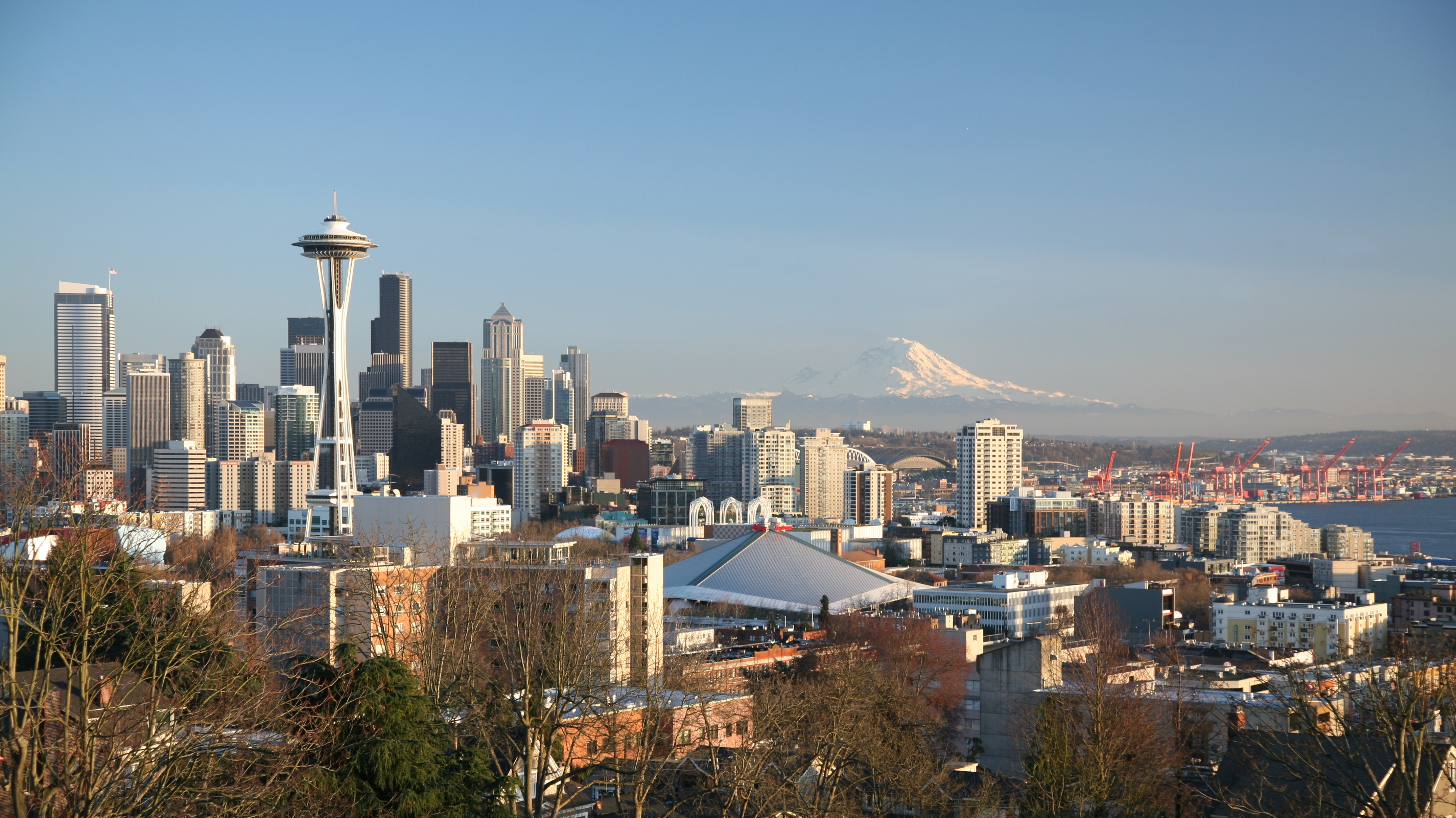
A região de Seattle foi onde começou o movimento grunge.

O som do grunge é em parte resultado do isolamento de Seattle de outras cenas musicais. Como Jonathan Poneman, da Sub Pop, observou: "Seattle foi um exemplo perfeito de uma cidade secundária com uma cena musical ativa que foi completamente ignorada por uma mídia americana fixada em Los Angeles e Nova York." Mark Arm afirmou que o isolamento significou que "esse um canto do mapa estava sendo realmente inato e estava arrancando ideias uns dos outros." O grunge evoluiu a partir da cena de punk rock local e era inspirado por bandas como The Fartz, The U-Men, 10 Minute Warning, The Accüsed e Fastbacks. Além disso, o estilo lento e pesado do The Melvins foi uma influência significativa no som grunge.
Uma das bandas pioneiras do movimento foi a Bam Bam, fundada em 1983 e liderada por uma mulher Afro-Americana, Tina Bell, quebrando a norma do que era uma cena predominantemente dominada por homens brancos. Bam Bam também incluia o futuro baterista do Soundgarden e do Pearl Jam, Matt Cameron. Kurt Cobain foi roadie da Bam Bam antes de ser famoso e também era fã da banda. Tina Bell morreu em 2012 e não recebeu o devido reconhecimento como uma das fundadoras do movimento grunge devido ao racismo e o sexismo. Na década de 2020, Bell começou a ser considerada a "Madrinha do Grunge".
Fora do noroeste do Pacífico, uma série de artistas e cenas musicais influenciaram o grunge. Bandas de rock alternativo da região do nordeste dos Estados Unidos, incluindo Sonic Youth, Goo Goo Dolls, Pixies e Dinosaur Jr., são influências importantes no gênero. Através do seu patrocínio às bandas de Seattle, o Sonic Youth "inadvertidamente alimentou" a cena grunge, e  reforçou as atitudes ferozmente independentes de seus músicos. A influência do Pixies no Nirvana foi notada por Kurt Cobain, que comentou em uma entrevista da Rolling Stone que: "conectado com a banda tão fortemente que eu deveria estar nela." O uso do Nirvana do Pixies é o "verso suave, refrão pesado", popularizada essa abordagem estilística em ambos o grunge e outros subgêneros do rock alternativo.
|                                     |  |  |
| A banda punk The U-Men, de Seattle. |  |  |

Ao lado das raízes dos gêneros punk e rock alternativo, muitas bandas grunge foram igualmente influenciadas pelo heavy metal da década de 1970. Clinton Heylin, autor de Babylon's Burning: From Punk to Grunge, citou o Black Sabbath como "talvez a mais ubíqua influência pré-punk na cena noroeste." O Black Sabbath desempenhou um papel em dar forma ao som grunge, através de seus próprios registros e os registros que eles inspiraram. A influência do Led Zeppelin também é evidente, sobretudo no trabalho do Soundgarden, a quem a revista Q observou que estavam "no encalço ao rock dos anos 70, mas desprezando o machismo e o sexismo do gênero." Embora a banda galesa de rock Budgie nunca fosse mais do que uma banda cult nos Estados Unidos, a sua influência tem sido citada por bandas grunge como o Alice In Chains, Melvins e Soundgarden. A gravação da banda hardcore punk de Los Angeles Black Flag, My War, de 1984, no qual a banda combinou o heavy metal com o seu som tradicional, teve um forte impacto em Seattle. Steve Turner do Mudhoney comentou: "Um monte de outras pessoas em todo o país odiava o fato de que o Black Flag tinha ficado lento… mas até aqui foi muito bom … éramos como 'Yay!' Eles são estranhos e estão fodendo o som." Turner explicou a integração do grunge de influências do metal, lembrando: "Hard rock e metal nunca foram muito um inimigo do punk como foi para outras cenas. Aqui, foi tipo, 'Há apenas vinte pessoas aqui, você não pode realmente encontrar um grupo para odiar.'" As bandas começaram a misturar o metal e o punk na cena musical de Seattle por volta de 1984, com a maior parte do crédito para essa fusão indo para o The U-Men.
O som cru, distorcido e o feedback-intensivo de algumas bandas de noise rock tiveram uma influência no grunge. Entre elas estão o Killdozer, de Wisconsin, e a mais notadamente Flipper, de São Francisco, uma banda conhecida pelo seu lento e sombrio "noise punk." A mistura do Butthole Surfers do punk, do heavy metal e do noise rock foi uma grande influência, principalmente sobre o trabalho inicial do Soundgarden. O Soundgarden e outras bandas grunge iniciais foram influenciadas pelas bandas pós-punk britânicas como o Gang of Four e o Bauhaus, que eram populares no início da cena de Seattle da década de 1980. Após Neil Young tocar em alguns concertos com o Pearl Jam e gravar o álbum Mirror Ball com eles, alguns membros da mídia deram a Young o título de "Padrinho do Grunge." Este baseou-se em seu trabalho com sua banda Crazy Horse e seu uso regular de guitarra distorcida, principalmente no álbum Rust Never Sleeps. Um álbum igualmente influente mas muitas vezes esquecido é Neurotica do Redd Kross, sobre o qual o co-fundador da Sub Pop disse: "Neurotica foi um trocador de vida para mim e para muita gente na comunidade musical de Seattle."

### Desenvolvimento
Um lançamento seminal no desenvolvimento do grunge foi a compilação Deep Six, lançada pela C/Z Records em 1986. O registo contém faixas múltiplas de seis bandas: Green River, Soundgarden, The Melvins, Malfunkshun, Skin Yard e The U-Men. Para muitas delas foram as suas primeiras gravações. Os artistas tiveram "uma maior parte de som pesado, agressivo, que mesclava os andamentos mais lentos do heavy metal com a intensidade do hardcore". Como Jack Endino lembrou: "As pessoas simplesmente disseram: 'Bem, que tipo de música é isso? Isso não é metal, não é punk, o que é isso?' [...] as pessoas diziam 'Eureka! Estas bandas têm algo em comum'".

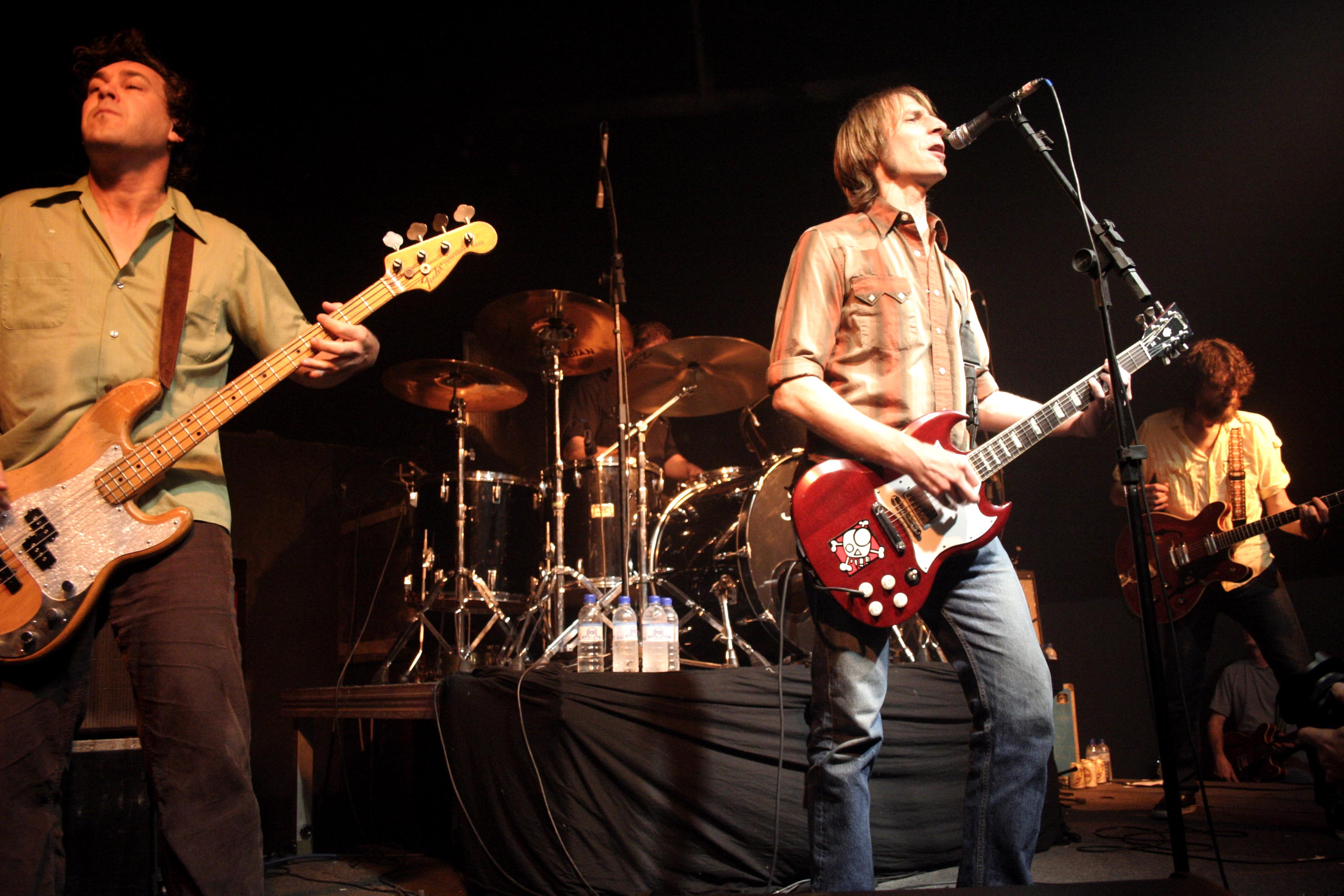
O Mudhoney serviu como a principal banda da Sub Pop e liderou o movimento grunge de Seattle.

Naquele mesmo ano, Bruce Pavitt lançou a compilação Sub Pop 100 e o EP Dry As a Bone do Green River como parte de sua nova gravadora, a Sub Pop. Um dos primeiros catálogos da Sub Pop descreveu o EP do Green River como "o GRUNGE 'ultra-loose' que destruiu a moral de uma geração." Bruce Pavitt e Jonathan Poneman da Sub Pop, inspirados por outras cenas musicais regionais na história da música, trabalharam para garantir que sua gravadora projetasse um "som de Seattle", reforçado por um estilo semelhante de produção e embalagem de álbum. Enquanto o escritor musical Michael Azerrad reconheceu que as primeiras bandas grunge como Mudhoney, Soundgarden e Tad tinham sons distintos, ele observou que "para o observador objetivo, houve algumas semelhanças distintas." Os primeiros concertos grunge foram pouco frequentados (muitos por menos de uma dúzia de pessoas) mas as imagens do fotógrafo da Sub Pop, Charles Peterson, ajudaram a criar a impressão de que tais concertos eram grandes eventos. O Mudhoney, que era formado por ex-membros do Green River, serviu como a principal banda da Sub Pop durante todo o seu tempo com a gravadora e liderou o movimento grunge de Seattle. Outras gravadoras no noroeste do Pacífico que ajudaram a promover o grunge incluíam: C/Z Records, Estrus Records, EMpTy Records e PopLlama Records.
O grunge atraiu a atenção da mídia no Reino Unido depois de Pavitt e Poneman pedirem para o jornalista Everett True da revista britânica Melody Maker escrever um artigo sobre a cena musical local. Esta exposição ajudou a fazer o grunge conhecido fora da área local durante o final década de 1980 e atraiu mais pessoas para os shows locais. O apelo do grunge à imprensa musical era que ele "prometeu o retorno para uma noção de uma visão regional e autoral para o rock norte-americano." A popularidade do grunge na cena da música underground era tal que as bandas começaram a mover-se para Seattle e se aproximarem da aparência e do som das bandas grunge originais. Steve Turner do Mudhoney disse: "Foi realmente ruim. Bandas falsas foram aparecendo aqui, as coisas não estavam vindo de onde estávamos vindo." Como reação, muitas bandas grunge diversificaram seu som, com o Nirvana e o Tad em especial criando canções mais melódicas. Dawn Anderson, da fanzine Backlash de Seattle, lembrou que em 1990, muitos locais tinham se cansado da promoção exagerada criada ao redor da cena de Seattle e esperavam que a exposição à mídia começasse a desaparecer.

### Sucesso

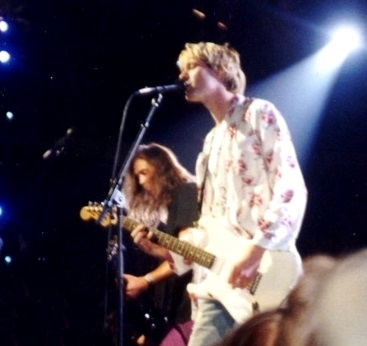
O Nirvana se apresentando no MTV Video Music Awards de 1992.

As bandas grunge tinham feito incursões ao mainstream musical no final da década de 1980. O Soundgarden foi a primeira banda grunge a assinar com uma grande gravadora, quando integrou a lista da A&M Records em 1989. O Soundgarden, juntamente com outras grandes contratações de gravadoras (Alice in Chains e Screaming Trees) se apresentaram "okay" com seus lançamentos inicais com grandes gravadoras, de acordo com Jack Endino. O Nirvana, originalmente de Aberdeen, Washington, também foi cortejado por grandes gravadoras, assinando finalmente com a Geffen Records em 1990. Em setembro de 1991, a banda lançou sua estreia na gravadora, Nevermind. O álbum estava na melhor esperança de ser um sucesso menor em par com o álbum Goo, do Sonic Youth, que a Geffen tinha lançado um ano antes. Foi o lançamento do primeiro single do álbum, "Smells Like Teen Spirit", que "marcou a abertura de um fenômeno da música grunge". Devido a constante transmissão do videoclipe da canção na MTV, o Nevermind vendia cerca de 400,000 mil cópias por semana até o Natal de 1991. Em janeiro de 1992, o Nevermind substituiu o álbum Dangerous do astro pop Michael Jackson no 1º lugar na Billboard 200.
O sucesso de Nevermind surpreendeu a indústria da música. Nevermind não só popularizou o grunge, mas também estabeleceu "a viabilidade comercial e cultural do rock alternativo em geral." Michael Azerrad afirmou que Nevermind simbolizou "uma mudança radical no rock" em que o glam metal, o synthpop e a new wave, que dominavam o rock e as paradas de sucesso naquela época caiu em desgraça diante da música que era autêntica e culturalmente relevante. Outras bandas grunge subsequentemente replicaram o sucesso do Nirvana. O Pearl Jam, que conta com os ex-membros do Mother Love Bone, Jeff Ament e Stone Gossard, tinha lançado seu álbum de estreia Ten em agosto de 1991, um mês antes de Nevermind, mas as vendas do álbum só foram conseguidas um ano depois. Até o segundo semestre de 1992, Ten se tornou um sucesso, sendo certificado ouro e alcançando o 2º lugar nas paradas da Billboard. Os álbuns Dirt, do Alice in Chains,e Badmotorfinger, do Soundgarden, juntamente com o álbum do Temple of the Dog com a colaboração dos membros do Pearl Jam e do Soundgarden, também estiveram entre os 100 melhores álbuns mais vendidos de 1992. O avanço popular dessas bandas grunge levou a Rolling Stone a apelidar Seattle como "a nova Liverpool." As grandes gravadoras assinaram com as maioria das bandas grunge proeminentes em Seattle, enquanto que um segundo influxo de bandas se mudaram para a cidade na esperança de sucesso.

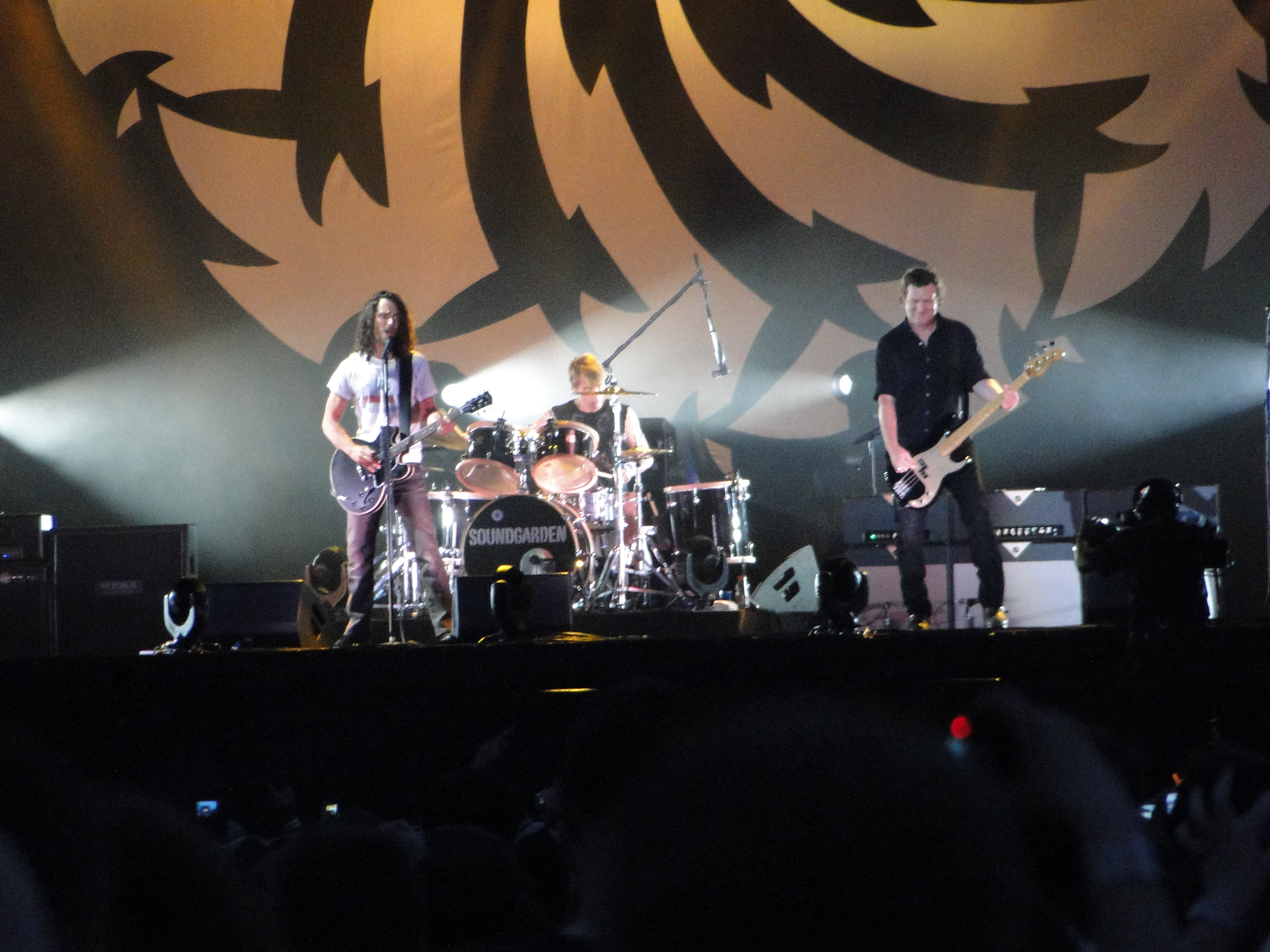
Soundgarden em concerto no Lollapalooza em Chicago.

A popularidade do grunge resultou em um grande interesse na cena musical de Seattle percebido os traços culturais. Enquanto a cena musical de Seattle no final década de 1980 e início da década de 1990, na realidade, consistia em vários estilos e gêneros de música, a sua representação na mídia "serviu para retratar Seattle como uma 'comunidade' musical no qual o foco estava sobre a exploração contínua de uma linguagem musical, ou seja, grunge." A indústria da moda marcada como "moda grunge" aos consumidores, cobrando preços mais altos para itens como bonés de esqui de malha. Os críticos afirmaram que a publicidade era cooptar elementos do grunge e transformá-los em um modismo. A Entertainment Weekly comentou em um artigo de 1993: "Não houve esse tipo de exploração de uma subcultura desde a mídia descobrir os hippies na década de 60". O The New York Times comparou o "grunging da América" com o marketing em massa do punk rock, da disco e do hip hop nos anos anteriores. Ironicamente, o New York Times foi induzido a imprimir uma lista falsa de gírias que foram supostamente utilizadas na cena grunge; muitas vezes referida como um hoax do dizer grunge. Essa mídia exagerada em torno do grunge foi documentada no filme Hype!, de 1996.
A reação contra o grunge começou a se desenvolver em Seattle; no final de 1992, Jonathan Poneman  disse que na cidade "Todas as coisas grunge são tratadas com o maior cinismo e diversão [...] Porque a coisa toda é um movimento fabricado e sempre será." Muitos artistas grunge estavam desconfortáveis com o seu sucesso e da atenção que ele trouxe. Kurt Cobain, do Nirvana, contou a Michael Azerrad: "Famoso é a última coisa que eu queria ser." O Pearl Jam também sentiu o peso do sucesso, com muita atenção caindo sobre o vocalista Eddie Vedder. O álbum seguinte do Nirvana, In Utero (1993), foi um álbum intencionalmente abrasivo que o baixista do Nirvana, Krist Novoselic, descreveu como um "som selvagem agressivo, um verdadeiro álbum alternativo." No entanto, logo após seu lançamento em setembro de 1993, o In Utero liderou as paradas da Billboard. O Pearl Jam continuou a desempenhar bem comercialmente com seu segundo álbum, Vs. (1993). O álbum vendeu um recorde de 950,378 cópias em sua primeira semana de lançamento, liderando as paradas da Billboard e superando todas as outras entradas no top dez dessa semana combinadas. Em 1994, o Soundgarden lançou seu quarto álbum de estúdio, Superunknown. Foi um dos discos mais populares do ano e vendeu incriveis 9 milhões de cópias.

### Declínio da popularidade
Uma série de fatores contribuíram para o declínio do grunge em termos de destaque. Durante a segunda metade da década de 1990, o grunge foi suplantado pelo post-grunge, que permaneceu viável comercialmente no início do século XXI. As bandas de post-grunge como Candlebox e Bush, surgiram logo após a descoberta do grunge. Esses artistas não tinham as raízes underground do grunge e foram fortemente influenciados pelo que o grunge tinha se tornado, ou seja, "uma forma popular de roque introspectivo, sério e de mentalidade difícil." O post-grunge era um gênero comercialmente mais viável por suavizar as guitarras distorcidas do grunge com uma produção mais polida, preparada para o rádio.

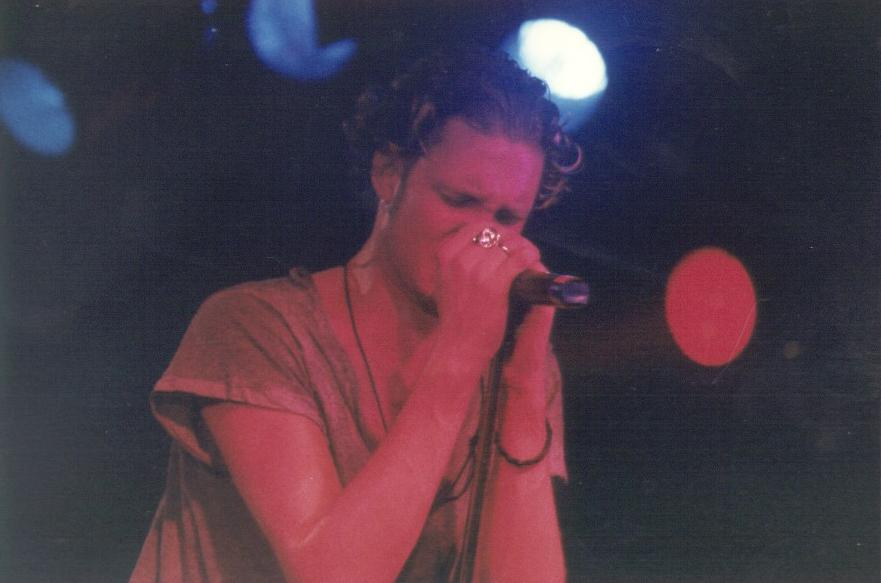
A partir das mortes de Kurt Cobain e Layne Staley (foto), e problemas na turnê do Pearl Jam, o grunge começou a perder a popularidade.

Por outro lado, outro gênero do rock alternativo, o britpop, surgiu em parte como uma reação contra o domínio do grunge no Reino Unido. Em contraste com a dureza do grunge, o britpop foi definido pela "exuberância da juventude e desejo de reconhecimento." Os artistas do britpop foram as vozes do desprezo para com o grunge. Em uma entrevista de 1993 à revista New Musical Express, Damon Albarn, da banda britpop Blur, concordou com a afirmação do entrevistador John Harris de que o Blur era uma "banda antigrunge" e disse: "Bem, isso é bom. Se o punk era sobre como se livrar dos hippies, então eu estou me livrando do grunge." Noel Gallagher, do Oasis, enquanto um fã do Nirvana, escreveu músicas que refutaram a natureza pessimista do grunge. Gallagher observou em 2006 que o single do Oasis "Live Forever" (1994), " foi escrito em meados do grunge e tudo mais, e eu me lembro que o Nirvana tinha uma canção chamada 'I Hate Myself and I Want to Die,' e eu gostava... Bem, eu não estou fazendo essa porra. Por mais que eu goste dele [Cobain] e de toda essa merda, eu não estou fazendo isso. Eu não posso aceitar pessoas que vêm com heroína, dizendo que se odeiam e que querem morrer. Isso é uma merda de lixo."
Durante meados da década de 1990, muitas bandas grunge acabaram ou se tornaram menos visíveis. Kurt Cobain, rotulado pela revista Time como "o John Lennon do balançante noroeste", apareceu "extraordinariamente torturado pelo sucesso" e lutava contra um vício em heroína. Os rumores surgiram no início de 1994, de que Cobain tinha sofrido uma overdose de drogas e que o Nirvana estava se rompendo. No dia 8 de abril de 1994, Cobain foi encontrado morto em sua casa em Seattle com um ferimento à bala, aparentemente autoinfligido; o Nirvana sumariamente foi desfeito. Nesse mesmo ano, o Pearl Jam cancelou sua turnê de verão em protesto contra a empresa Ticketmaster, que havia encarecido os ingressos de seus concertos. Assim, a banda começou um boicote contra a empresa que não só reduziu o número de shows organizados pela empresa, mas também reduziu o número de shows de muitas outras organizações similares. O grupo acabou não fazendo quase nenhum show nos Estados Unidos durante três anos.
Em 1996, o Alice in Chains fez as suas últimas apresentações com o seu vocalista original, Layne Staley, que posteriormente morreu de uma overdose de speedball (mistura de heroína com cocaína) em 2002. Nesse mesmo ano, o Soundgarden e o Screaming Trees lançaram os seus últimos álbuns de estúdio, Down on the Upside e Dust, respectivamente. O Soundgarden separou-se no ano seguinte.
Consequentemente, inumeras bandas se separaram nos anos 2000 como Screaming Trees, Gruntruck, TAD, The Smashing Pumpkins e Hole. 

### Atualmente

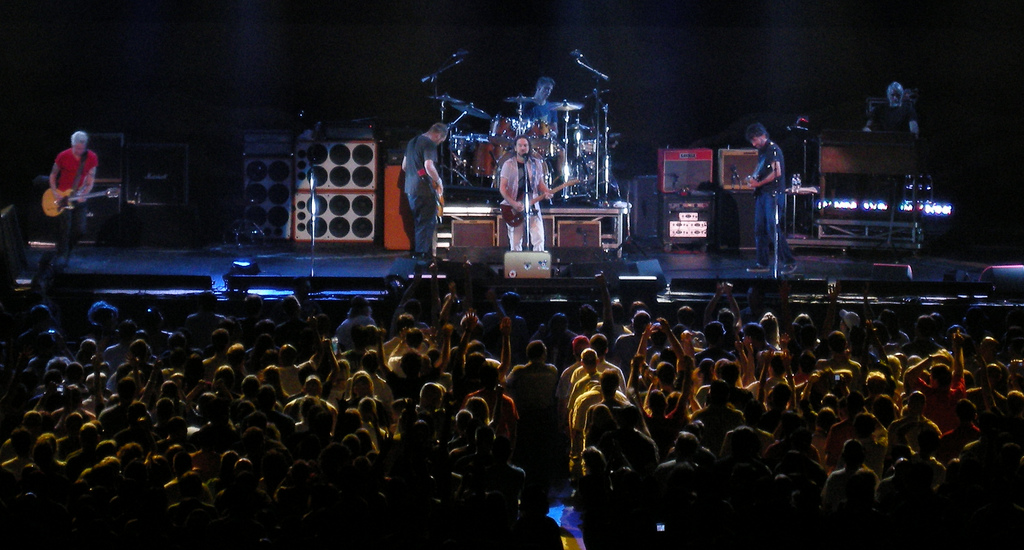
Pearl Jam em concerto, 2008.

Algumas bandas grunge que continuaram a gravar e fazer turnês com o sucesso mais limitado foi incluindo, mais significativamente, o Pearl Jam. Enquanto em 2006, o escritor da Rolling Stone, Brian Hiatt, descreveu o Pearl Jam como tendo "gastado grande parte da década passada deliberadamente rasgando sua própria fama", ele notou que a banda desenvolveu um concerto leal seguinte semelhante ao do Grateful Dead.
Apesar do desaparecimento do Nirvana, a banda continuou a ser bem sucedida postumamente. Devido às altas vendas do Journals do Kurt Cobain e da compilação da banda, Nirvana, sobre seus lançamentos em 2002, o The New York Times argumentou que o Nirvana "está tendo mais sucesso agora do que em qualquer momento desde o suicídio do Sr. Cobain em 1994."
O Mudhoney segue lançando álbuns com uma relativa frequência, mas com muito menos sucesso do que durante a era dourada do grunge.
O Alice in Chains se reuniu novamente em 2005, e em 2009 terminaram a gravação de seu primeiro álbum de estúdio em quatorze anos com o novo vocalista, William DuVall. O álbum, intitulado Black Gives Way to Blue, foi lançado em setembro de 2009 pela Virgin/EMI e ganhou certificado de ouro pela RIAA em 2010, com vendas superiores a 500 mil cópias nos Estados Unidos. Em 2013 a banda lançou seu quinto álbum, The Devil Put Dinosaurs Here, que estreou no 2º lugar da Billboard 200, sendo o posto mais alto que a banda alcançou desde o lançamento de seu álbum auto-intitulado, lançado em 1995. O sexto álbum de estúdio da banda e o terceiro com DuVall como vocalista, Rainier Fog, foi lançado em 24 de agosto de 2018.
Ben McMillan, vocalista de Gruntruck, morreu de Diabetes em 26 de Janeiro de 2008.
O Stone Temple Pilots e o Soundgarden reuniram-se em 2008 e 2010, respectivamente. Em 2015, Scott Weiland o vocalista do Stone Temple Pilots, foi encontrado morto no ônibus da banda após uma overdose. Em 18 de maio de 2017, o vocalista do Soundgarden, Chris Cornell, cometeu suicídio após o fim de um show.Mark Lanegan, Vocalista de Screaming Trees, morreu em 22 de fevereiro de 2022, aos 57 anos de idade